# Amerotyphlops montanum
Amerotyphlops montanum — вид змій родини сліпунів (Typhlopidae). Ендемік Бразилії. Описаний у 2022 році.

## Поширення і екологія
Amerotyphlops montanum відомі з типової місцевості, розташованої в Національному парку Серра-дас-Лонтрас в муніціпалітеті аратака в штаті Баїя, на висоті 234 м над рівнем моря.